# ヨルバルス
ヨルバルス（中国語: 尭楽巴斯、生年不詳 - 1670年）は、今の中国西北部新疆ウイグル自治区にあったヤルカンド・ハン国の第12代ハン。

## 概要
第11代ハンのアブドゥッラーの子供。カシュガルの総督だった。
白山党の支援を受けて挙兵しヤルカンドへ攻め込むと、第11代ハンのアブドゥッラーはハン位を放棄し逃亡、1668年に第12代ハンに即位した。即位後は白山党と対立する黒山党を激しく弾圧した。黒山党はアクスでヨルバルスの叔父のイスマーイールを担ぎ出して、ヤルカンドに攻め込んできたが、ヨルバルスはジュンガルの支援を得てこれを一旦は撃退した。しかし、その後も黒山党は抵抗は続け、ジュンガルのセンゲとも連携、1670年、ヨルバルスは殺害されるに至った。
ハン在位は1668年から1670年。先代はアブドゥッラー、次代はアブドゥッラティーフ。